# Кассиопея (мифология)
Кассиопе́я (др.-греч. Κασσιόπεια), Кассио́па (Κασσιόπη), Кассие́пея (Κασσιέπεια, более древняя форма) — персонаж греческой мифологии.
Жена эфиопского царя Кефея, мать Андромеды. Отцом Кассиопы был Араб (Ἀράβιος), сын Гермеса; она (или другая Кассиопея) считалась также женой Феникса.
Вступила в спор с нереидами (по Арату, с Доридой и Панопой), похваляясь, будто красивее всех на свете (либо что её дочь красивее нереид, либо именно красивее Амфитриты). Нереиды попросили бога морей Посейдона наказать Кефея. Посейдон наслал на его царство потоп, а в дополнение к этому — морское чудовище Кета, выходившего из моря и опустошавшее селения, пожирая животных и людей. Оракул предсказал, что избавиться от чудовища Кефей может лишь отдав ему на расправу свою дочь Андромеду. И вот когда она уже была готова погибнуть, её спас Персей, обратив Кета в камень с помощью головы горгоны Медузы.
Вместе с Кефеем и Персеем с Андромедой были помещены на небе в виде созвездия. Причём, Кассиопея получила наказание — была помещена на небо вверх ногами верхом на троне. Местом действия мифа о Персее и Андромеде у древних является Левант, Персия, Месопотамия или Эфиопия. Это указывает или на восточное происхождение мифа о Кассиопе, или на более позднее привязывание греками Кассиопы и других мифических героев к восточным странам вследствие сходства их имён с именами некоторых восточных местностей или народов.